# 安藤勇寿
安藤 勇寿（あんどう ゆうじ、1951年5月14日 - ）は、日本の画家。「少年の日」をテーマに油性色鉛筆で作品を描いている。

## 人物
31歳の頃より、「少年の日」と名付けたテーマで何気ない季節の中での日常を描き続けている。その「少年の日」という言葉の思いをつづった文がある。
自分の絵を探し求めていた時、ふるさとの野や山や川の中に「少年の日」という私の生涯のテーマを見つけた。季節の移ろい、人の温もり、ひとりぼっちの寂しさ、毎日の暮らしや、昔ながらの行事など、今日まで積み重ねられ引き継がれてきた貴い美しさをいつまでも少年のような心と目線で大切に描きつづけて行きたいと思った。
このテーマである「少年の日」の作品の数々は、すべて油性色鉛筆で描かれている。大きさは13号作品が中心であるが、畳5枚サイズもある「泣きむし」や、畳2枚大の「つながり」、畳3枚大の「花びらの画用紙」等々、特大作品も数多く描いている。愛用の油性色鉛筆は、ファーバーカステル（Faber-Castell）社のポリクロモス（Polychromos）油性色鉛筆。
2002年、故郷である栃木県佐野市に、自身の美術館・『安藤勇寿「少年の日」美術館』を開館。彼の原画が常設展示されている。

## 略歴
- 1951年（昭和26年）栃木県安蘇郡田沼町（現・佐野市）生まれ。
- 中央美術学園卒業[1]。
- 1992年「第18回現代童画会展」新人賞受賞（その他、各賞を受賞）。
- 1995年「イタリア・ボローニャ国際絵本原画展」入選、同展ユニセフ選出画家。
- 2002年5月5日、故郷佐野市に安藤勇寿「少年の日」美術館を開館。
- 2005年、NHKテレビで全国に紹介され大きな反響を呼ぶ。